# Josef Ferrari
Josef Alexander Heinrich Ferrari (* 10. Juni 1907 in Bozen; † 16. April 1958 ebenda) war ein katholischer Priester und nach dem Ende des Zweiten Weltkriegs erster Schulamtsleiter für die deutschsprachige Schule in Südtirol.

## Leben
Ferrari stammte aus einer Arbeiterfamilie. Trotz des frühen Todes seines Vaters ermöglichte ihm seine Mutter den Besuch des Franziskanergymnasiums Bozen. 1926 erlangte er an diesem die Matura. Anschließend besuchte er das Priesterseminar in Trient, am 21. März 1931 empfing er die Priesterweihe. In der Folge wirkte als Kooperator in St. Ulrich in Gröden, Neumarkt und Meran.
Ab 1934 war er als Diözesanassistent der Katholischen Aktion tätig und verstand es in dieser Funktion, besonders die Jugend anzusprechen. Ferrari stand in enger Verbindung mit Josef Mayr-Nusser.
Als Gegner der Südtiroler Option für die Auswanderung nach Deutschland kam er nach der deutschen Besetzung des Landes 1943 ins Gefängnis nach Innsbruck. Monate später wurde er auf Intervention von Freunden nach St. Josef am Kalterer See verbannt.
Nach dem Krieg wurde Josef Ferrari Vizeschulamtsleiter für das Ressort deutsches Schulwesen in Südtirol, allerdings unter der Oberaufsicht eines italienischen Kollegen. Als solcher erwarb er sich große Verdienste beim Wiederaufbau der deutschen Schule im Lande nach der faschistischen Italianisierungspolitik. Er verstand es die Balance zwischen den zuständigen Stellen in Rom und der Südtiroler Volkspartei zu halten, der Vertretung der deutschsprachigen Bevölkerung im Lande.
Er befürwortete gegen eine breite Opposition die Einführung der neuen Einheitsmittelschule, die auch der ländlichen Bevölkerung den Weg zu einer höheren Schulausbildung ebnen sollte.
In der Öffentlichkeit trat Josef Ferrari verhältnismäßig wenig hervor. Mit Entschiedenheit, aber stets ruhig und sachlich, vertrat er bei den Behörden den Standpunkt der deutschen Schule. Durch seine Verhandlungsfähigkeit erreichte er trotz seiner außerordentlich schwierigen Position sehr viel und baute praktisch aus dem Nichts mit einigen Schulleuten das deutsche Schulsystem in Südtirol auf. Trotz einer bereits langjährigen Krankheit arbeitete er unermüdlich bis zu seinem Lebensende am 16. April 1958.

## Ehrungen
In Meran war das Pädagogische Gymnasium „Josef Ferrari“ nach ihm benannt (2011 in den Gymnasien Meran aufgegangen), in Bruneck gibt es eine Josef-Ferrari-Straße. Die Caritas benannte in Caorle eine Kinderferiensiedlung nach ihm.